# Berovo (kommun)
Berovo (makedonska: Берово) är en kommun i Nordmakedonien. Den ligger i den östra delen av landet. Antalet invånare är 10 891 år 2021. Berovo och Rusinovo är de två samhällen som finns.